# 千住ミルディス
千住ミルディス（せんじゅミルディス、Senju Mildix）は、東京都足立区千住の、北千住駅の西側に隣接する商業施設・再開発地区の愛称である。千住ミルディスI番館と千住ミルディスII番館の2つの建造物から構成され、住宅棟が主となるII番館はアトラスタワー北千住となっている。
Mildix はフランス語で西暦1010年を表す語に一致する（数の1010を表す語は発音は同じだが綴りは mille dix である）が、これは「千住」の語呂合わせである。

## 千住ミルディスI番館
北千住マルイを中心に、シアター1010、ミルディスフードコート、ミルディス専門店、北千住駅前駐車場から成る複合施設。マルイにはハンズ北千住店が入っている。また再開発敷地内にパチンコ店の敷地が含まれていた関係で、1階にパチンコ店「パリス」が入居していたが、2017年ピーアークホールディングスへ売却され「ピーアーク北千住」として営業している。
核テナントのマルイに関しては、他に三越、千住を創業地とする東武鉄道子会社の東武百貨店、セブン&アイ・ホールディングスのロビンソン百貨店が地元を巻き込み激しく争ったが、深刻な亀裂を恐れた地域の最終判断により決着している。

## 千住ミルディスII番館
アトラスタワー北千住を参照。
アトラスタワー北千住、ミルディスメディカルフロア（内科胃腸科・小児科耳鼻科・皮膚科・眼科・整形外科・メンタル・歯科）、北千住駅前駐輪場、処方箋薬局その他の店舗から成る。

## 区民の反応
この再開発事業について足立区が区民に行ったアンケートでは「訪れる人が増え、賑わいが増した」ことや「訪れる楽しみが増えた」とのプラス評価が70%以上を占めているが、その一方では「周辺の商店街も活気に溢れている」との回答は20%に留まり、再開発ビル内への集客が地域全体への集客に繋がっていないとの評価となっている。